# أنطون هيدمان
أنطون هيدمان (بالسويدية: Anton Hedman)‏ هو لاعب هوكي الجليد سويدي، ولد في 15 مايو 1986 في ستوكهولم في السويد.

## وصلات خارجية
- أنطون هيدمان على موقع دوري الهوكي الوطني (الإنجليزية)
- أنطون هيدمان على موقع EliteProspects.com (الإنجليزية)
- أنطون هيدمان على موقع Eurohockey.com (الإنجليزية)
- أنطون هيدمان على موقع HockeyDB.com (الإنجليزية)